# Phallales
Phallales là một bộ nấm trong phân lớp Phallomycetidae của lớp nấm Agaricomycetes. Bộ nấm có ba họ đó là: Claustulaceae, Gomphaceae và Phallaceae, lần lượt tương ứng với 26 chi và 88 loài.